# Call Me
"Call Me" i "Zovi" su izdani kao treći singl grupe Feminnem, i to kao double a-side. Pjesma "Call Me" je predstavljala BiH na Pjesmi Eurovizije 2005. godine u Kijevu. Pjesma je nastupala 21. tijekom finalne večeri. Nakon održanog finala, Feminnemke su osvojile 79 bodova, što je bilo dovoljno za 14. mjesto.

## Popis pjesama
| 1.   | »Call Me« | 3:01 |
| 2.   | »Zovi«    | 2:57 |
| 5:58 |           |      |